# Luciano Mattia Cannito
Luciano Mattia Cannito (Isola del Liri, 29 marzo 1962) è un coreografo, regista e direttore artistico italiano, Presidente del Teatro Nazionale della Città di Napoli.

## Biografia
È nato a Isola del Liri (FR) da genitori di origine barese. 
I suoi lavori sono stati rappresentati in numerosi teatri del mondo, inclusi Metropolitan di New York, Teatro alla Scala di Milano, Teatro San Carlo di Napoli, Orange County Performing Arts Center di Los Angeles, Place des Artes di Montréal, Teatro dell'Opera di Roma, Grand Theatre de Bordeaux, Tulsa Ballet, Teatro dell'Opera di Tel Aviv, Teatro Nazionale dell'Estonia, Festival Roma Europa, Teatro dell'Opera di Nizza, Teatro Massimo di Palermo, Chemnitz Opera House, Teatro Comunale di Bologna, Bat Dor Dance Company of Israel, Maggio Musicale di Firenze, Teatro Nazionale di Taipei, Teatro Nazionale di Hong Kong, Teatro Nazionale di Astrachan' e Teatro Bol'šoj di Mosca. 
Ha creato più di 60 balletti tra cui: Franca Florio, regina di Palermo, Marco Polo, Cassandra, Amarcord, Five Seasons, Mare Nostrum, Barbie's World, Dal Faust di Goethe, Viva Verdi, Carmen, Romeo e Giulietta e Cenerentola.
È stato Direttore Artistico del Balletto di Napoli, del Balletto di Roma, dal 1998 al 2002 del Teatro San Carlo di Napoli, dal 2005 al 2013 del Teatro Massimo di Palermo. 
Nel 1998 ha firmato con Roberto De Simone il balletto Te Voglio Bene Assaje, prodotto dal Teatro San Carlo di Napoli, il Teatro Donizetti e il Teatro alla Scala di Milano. 
Nel 2004 ha realizzato il suo primo film per il cinema, dal titolo La lettera, prodotto da Zeal e distribuito da Sky e Minerva Pictures International (film per 2 anni testimonial di Amnesty International Italia). 
Nel 2007 ha firmato con Lucio Dalla lo spettacolo Pulcinella, prodotto dal teatro Comunale di Bologna e dal Festival internazionale di Wexford.
Nel 2012 ha firmato per il Teatro Massimo di Palermo la regia delle opere di Ravel L'Enfant et les Sortileges e L'Heure espagnole con scene e costumi del celebre vignettista Altan.
Dal 2010 ricopre la cattedra di Danza Classica e Neoclassica nella scuola televisiva Amici di Maria De Filippi. Nel giugno 2013 però lascia la trasmissione. Nel 2013 è stato nominato Vice Presidente della Commissione Lirica della SIAE. 
Dal 2015 ha iniziato un rapporto di collaborazione con l'Accademia del Bol'šoj di Mosca.
Come regista teatrale ha diretto le opere liriche Orfeo ed Euridice, L'Heure espagnole, L'Enfant et les Sortileges, Otello, Don Giovanni, Cavalleria Rusticana, Pagliacci, Il Barbiere di Siviglia (regista associato); gli spettacoli di prosa Travolti, Fast Love, Carmen, Medea, Cassandra; i musical Un Americano a Parigi, La Bella e la Bestia, Sette Spose per Sette Fratelli, Cabaret, Fame-Saranno Famosi e Cantando Sotto La Pioggia.
Dal 2019 è direttore artistico di "Roma City Ballet Company" - "Roma City Musical" e dell'accademia internazionale di arti performative "Art Village".
Nel 2022 viene eletto membro del Consiglio di Sorveglianza della SIAE.
Da settembre 2022 è direttore artistico del Teatro Alfieri di Torino e del Teatro Gioiello di Torino.
A marzo 2023 viene nominato dal Ministro della Cultura Gennaro Sangiuliano membro del cda del Teatro Stabile Mercadante della Città di Napoli.
Da maggio 2023 è Presidente del Teatro Stabile Mercadante della Città di Napoli.

## Vita privata
Era legato sentimentalmente alla ballerina e conduttrice Rossella Brescia,  la cui storia è terminata nel 2024.

## Filmografia
Regista
- La lettera (2004)